# Салманов, Анар
Анар Салманов (азерб. Anar Salmanov; род. 4 октября 1980, Баку) — азербайджанский футбольный арбитр категории ФИФА, преподаватель Азербайджанской государственной академии физической культуры и спорта.
В 2003 году назначен судьей на матчах чемпионата Азербайджана по футболу. Международные матчи обслуживает с 2010 года.

## Биография
Родился 4 октября 1980 года в Баку. В семь лет начал заниматься футболом в футбольной школе при бакинском клубе «Нефтчи». В 16 лет играл за «Нефтчи», но из-за полученной травмы расстался с карьерой футболиста и перешёл в судьи.
В 1997 году Салманов поступил в Азербайджанский государственный институт физкультуры и спорта. По возвращении с армии поступил в магистратуру. С 2003 года преподаёт в том самом институте. Анар Салманов судит матчи с 2004 года. В 2010 году получил уровень арбитра ФИФА.
Женат, есть дочь.

## Статистика
Данные приведены по состоянию на 1 августа 2013 года
| Турнир                         | Турнир                         | Матчи |     |    |
| ------------------------------ | ------------------------------ | ----- | --- | -- |
| Чемпионат Азербайджана         | 2009/2010                      | 20    | 116 | 7  |
| Чемпионат Азербайджана         | 2010/2011                      | 27    | 118 | 11 |
| Чемпионат Азербайджана         | 2011/2012                      | 14    | 64  | 1  |
| Чемпионат Азербайджана         | 2012/2013                      | 24    | 115 | 6  |
| Лига чемпионов УЕФА            | Лига чемпионов УЕФА            | 1     | 5   | 1  |
| Лига Европы УЕФА               | 2011/2012                      | 1     | 6   | 0  |
| Лига Европы УЕФА               | 2012/2013                      | 1     | 2   | 0  |
| Лига Европы УЕФА               | 2013/2014                      | 2     | 10  | 0  |
| Чемпионат мира (отбор)         | Чемпионат мира (отбор)         | 1     | 0   | 0  |
| Чемпионат Европы (отбор)       | Чемпионат Европы (отбор)       | 1     | 2   | 0  |
| Чемпионат Европы до 21 (отбор) | Чемпионат Европы до 21 (отбор) | 2     | 5   | 0  |
| Чемпионат Европы до 19 (отбор) | 2011                           | 2     | 10  | 0  |
| Чемпионат Европы до 19 (отбор) | 2012                           | 2     | 6   | 1  |
| Чемпионат Европы до 19 (отбор) | 2013                           | 2     | 8   | 0  |
| Чемпионат Европы до 17 (отбор) | Чемпионат Европы до 17 (отбор) | 2     | 7   | 0  |
| Товарищеские                   | Товарищеские                   | 1     | 1   | 0  |
| Всего                          | Всего                          | 105   | 483 | 27 |

## Известные[кому?]матчи
| Дата            | Турнир                                                     | Матч                          |         |         | Пенальти |
| --------------- | ---------------------------------------------------------- | ----------------------------- | ------- | ------- | -------- |
| 7 июня 2011     | Чемпионат Европы 2012 (отборочный тур)                     | Беларусь 2:0 Люксембург       | 2 (1-1) | 0       | 1 (1-0)  |
| 17 июля 2012    | Лига чемпионов УЕФА 2012/2013 (2-й квалификационный раунд) | Ф91 Дюделанж 1:0 Зальцбург    | 6 (2-4) | 1 (0-1) | 0        |
| 7 сентября 2012 | Товарищеский матч                                          | Испания 5:0 Саудовская Аравия | 1 (0-1) | 0       | 1 (1-0)  |
| 12 октября 2012 | Чемпионат мира 2014 (отборочный тур)                       | Чехия 3:1 Мальта              | 0       | 0       | 0        |
| 17 апреля 2013  | Кубок Азербайджана 2012/2013 (полуфинал)                   | Нефтчи 2:1 Карабах            | 5 (3-2) | 0       | 1 (1-0)  |